# Izquierda Joven (Italia)

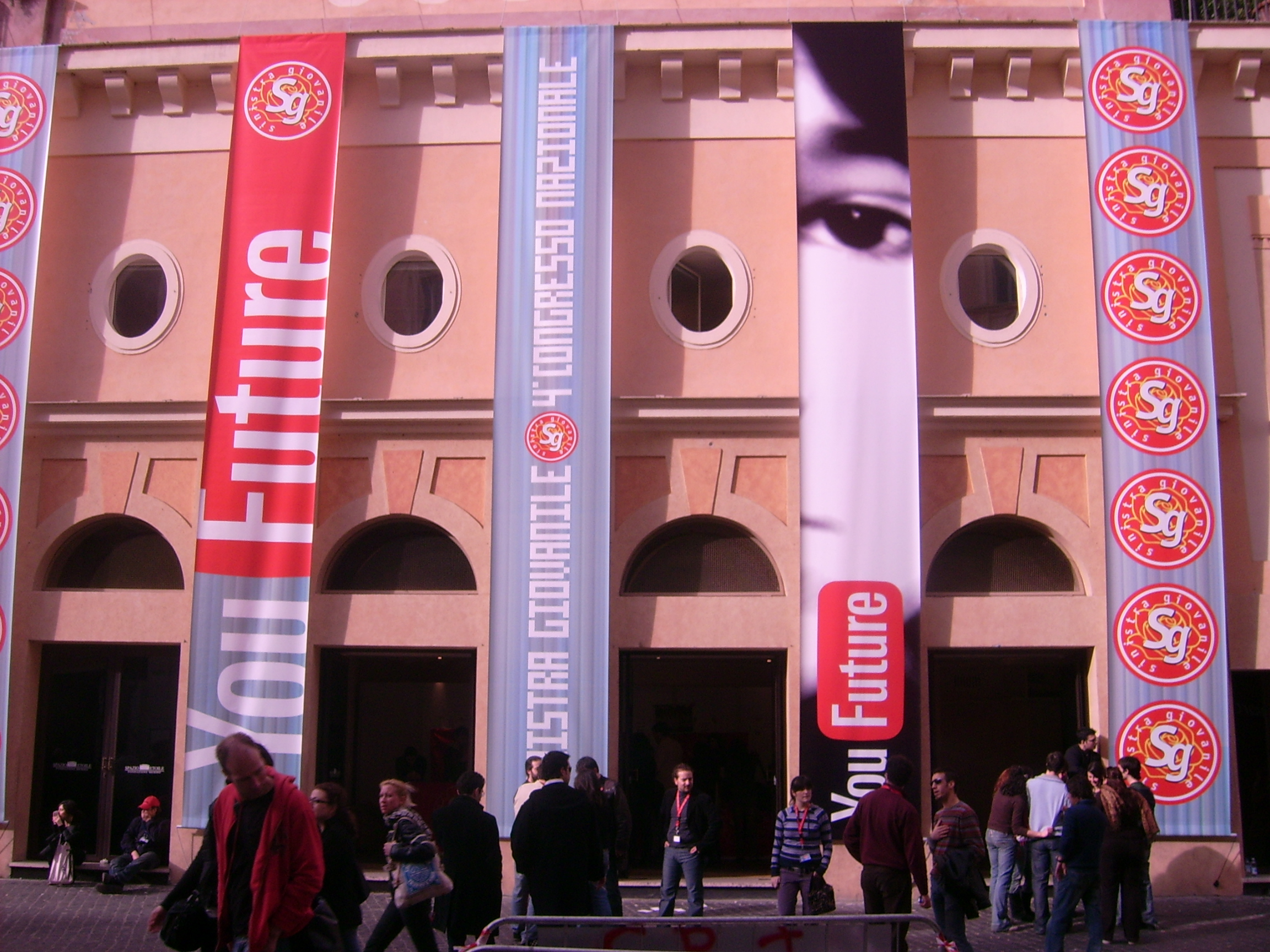
Imagen del Congreso Nacional de la Juventud de Izquierda, 2007.

Izquierda Joven (SG), en italiano Sinistra Giovanile, fue la organización juvenil que acogió a los miembros o simpatizantes del Partido Democrático de la Izquierda (PDS) y luego de los Demócratas de Izquierda (DS), un partido político italiano. SG era miembro de pleno derecho de YES y de la IUSY.

## Historia
Izquierda Joven nace en 1991, recogiendo a la mayoría de los militantes de FGCI, la agrupación juvenil del recién disuelto Partido Comunista Italiano. Incluso, el último secretario de FGCI, Gianni Cuperlo, fue el primero de SG. Hasta 1998 no se conformaría su estatus dentro de DS, tras pasar por una etapa independiente hasta 1992 y otra etapa (1993-1997), donde se llamaría Sinistra Giovanile del Pds, en la que compartiría espacio con otras agrupaciones juveniles de los demócratas de Izquierda. En 2007, paralelamente a la disolución de DS para fundar el Partido Democrático, también SG se autodisolvió dando vida a Jóvenes Demócratas (GD).

## Secretarios generales
Sinistra Giovanile, etapa independiente
- Gianni Cuperlo (1990-1992)

Sinistra Giovanile nel Pds
- Nicola Zingaretti (1992-1995)
- Giulio Calvisi (1995-1997)

Sinistra Giovanile
- Vinicio Peluffo (1997-2001)
- Stefano Fancelli (2001-2007)
- Fausto Raciti (4 de marzo - 14 de octubre de 2007)